# Jorge-Montt-Gletscher
Der Jorge-Montt-Gletscher ist ein ins Meer mündender und kalbender Gletscher in der Region Aisén in Chile, südlich der Stadt Caleta Tortel.
Er liegt am nördlichen Ende des Gletschergebiets Südliches Patagonisches Eisfeld (in dem es auch wachsende Gletscher gibt), im Nationalpark Bernardo O’Higgins. Die Mündung des Río Pascua liegt in der Nähe der Stelle, an der der Gletscher kalbt.
2011 erschienen Zeitraffer-Aufnahmen vom Gletscher – er war 2010 und 2011 mehrmals täglich fotografiert worden. In dieser Zeit wurde er um etwa einen Kilometer kürzer.